# Usine à papier
Pour les articles homonymes, voir Papeterie.

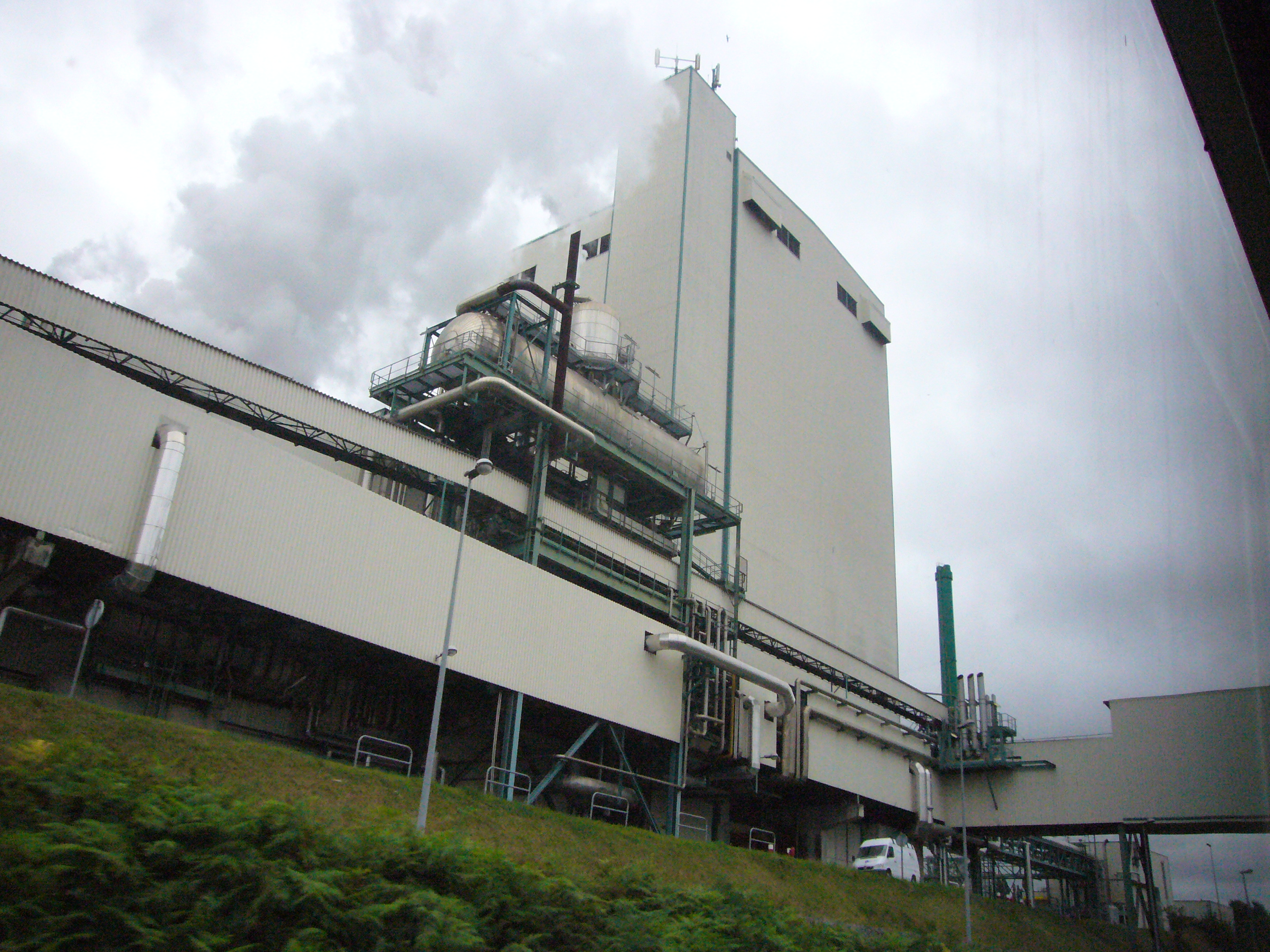
L'usine de Saillat rachetée en 2021 par Sylvamo.

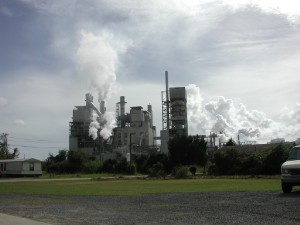
Usine de fabrication de papier kraft situé à Georgetown en Caroline du Sud. Lors de sa construction, cette usine de la société International Paper Company était la plus grande du monde.

Une usine à papier, un moulin à papier, une papeterie, papèterie ou une papetière, est une unité de production servant à la fabrication du papier. Théoriquement n'importe quelle fibre végétale longue, fine et solide peut permettre de faire du papier, mais le bois reste la première source de pâte à papier.
Ces usines peuvent contenir des unités de production complètement intégrées ou être constituées de différentes unités complémentaires. Les usines intégrées acceptent les rondins (nommés billots au Québec) ou les copeaux, qui seront convertis en fibre. Ces fibres sont diluées dans une solution à 4 %, qui servira à fabriquer le papier. Une fois séchées, ces fibres sont moulées en ballots de pâte kraft, lesquels sont achetés par d'autres usines. Ces ballots sont hydratés pour former une solution à 4 %, qui sera transformée en papier. De cette transformation en résulte la liqueur noire qui sera par la suite brûlée et réutilisée comme gaz, électricité ou combustible.
Les usines modernes consomment de grandes quantités d'énergie, d'eau et de bois de façon très efficace par le biais de procédés de transformation complexes. Le principe de fabrication est toujours resté celui de la formation de la feuille induite par le séchage en quelques secondes d'un mince film de pâte à papier liquide sur un feutre.
La productivité est passée en quelques années de quelques dizaines de tonnes par jour à des centaines de tonnes. La largeur des machines a aussi beaucoup augmenté. La coupe se fait au micro-jet d'eau (avec la précision proche de celle d'une coupe au laser)
C'est sur la précision du contrôle de cette technique, où le séchage du produit donne les caractéristiques et propriétés finales du papier, qu'ont porté les grandes évolutions techniques de la machine à papier. Les technologies modernes permettent de produire une feuille de plus de 100 m de long et jusqu'à 10 m de laize (largeur) à une vitesse allant jusqu'à 108 km/h (30 m/s).

## Histoire

### Premiers artisans papetiers

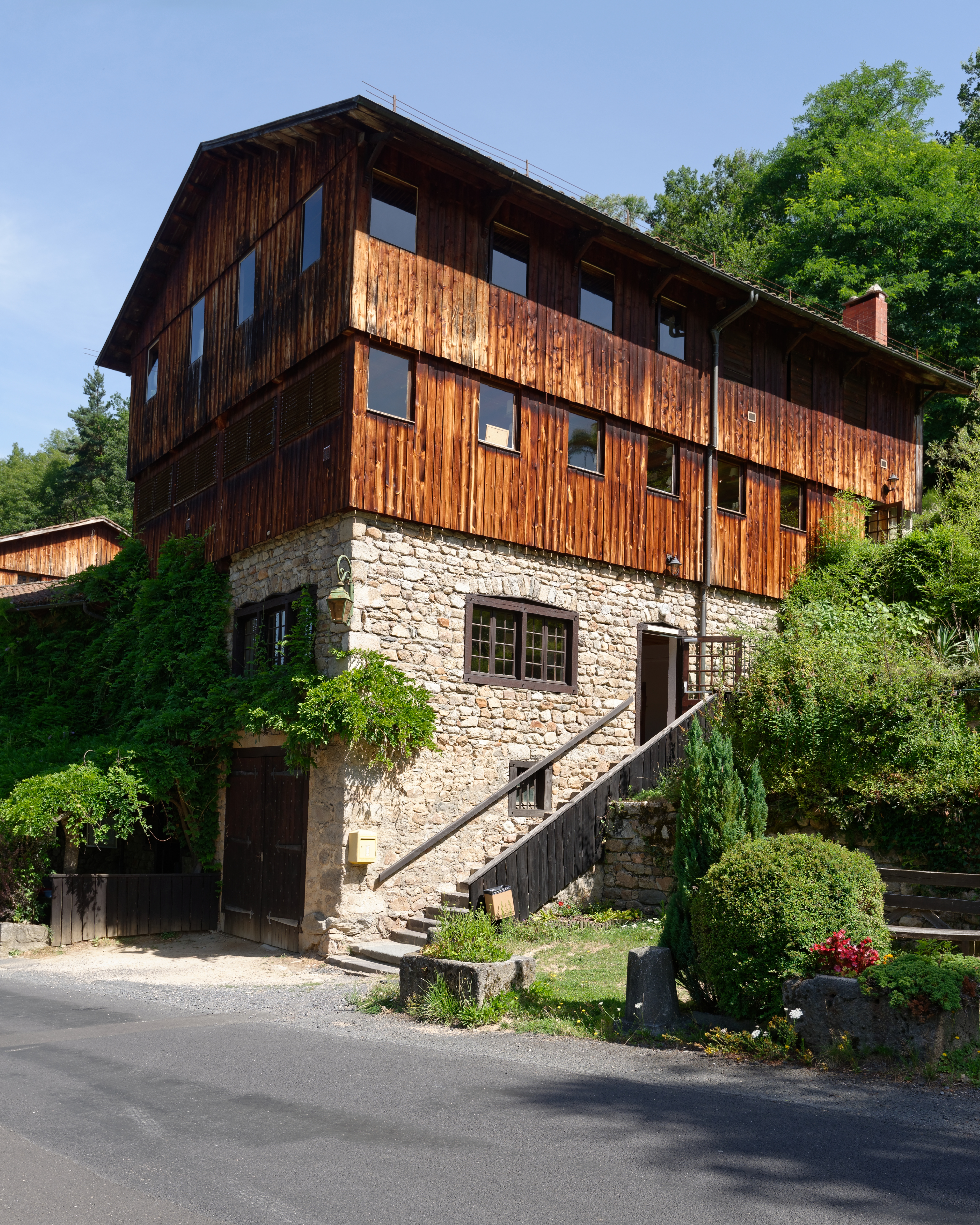
Moulin à papier et musée Richard de Bas.

Vers la fin du IIIe siècle av. J.-C., la technique de fabrication du papier est découverte par les Chinois puis transmise aux arabes en 751 via les papetiers prisonniers à la bataille de Talas. Elle s'est ensuite diffusée en Méditerranée à partir du XIIe siècle.
Il a été fabriqué de manière artisanale jusqu'aux tout débuts de l'ère industrielle. Dès le XVIe siècle, les fabricants ont cherché à mécaniser la production et à en augmenter les rendements. En France, les vallées de Thiers et d'Ambert dans le Puy-de-Dôme, connaissent un véritable essor vers le milieu du XVe siècle avec l'apparition d'une grande quantité de moulins à papier (pas moins de 40 moulins sur le ruisseau de Laga proche du village de Valeyre), où la qualité des eaux et la force hydraulique attire de nombreux papetiers. Seul vestige persistant encore aujourd'hui de ce temps passé en Auvergne : le moulin à papier de Richard-de-Bas qui produit encore sous les yeux des touristes du papier qui était plébiscité à la cour de Louis XV. D'autres moulins à papier existent encore en France, et sont pour la plupart visitables.

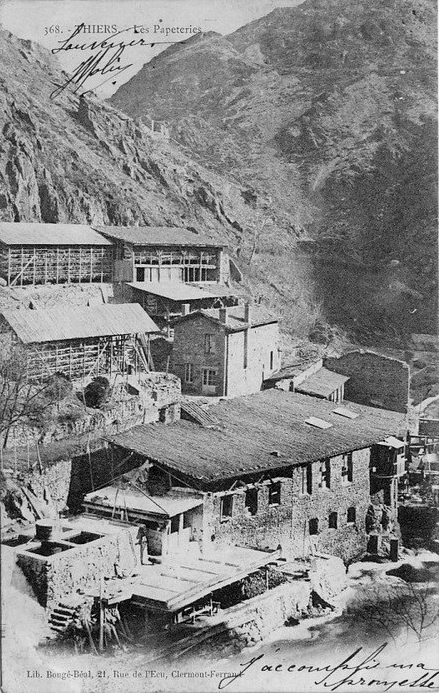
Lors de la Révolution industrielle, les papeteries de Thiers disparaissent au profit de la coutellerie. Ici, la papeterie Recourland au XIXe siècle dans la vallée des Usines.

### L'industrialisation
La fabrication du papier s'industrialise au XIXe siècle avec l'invention de la première machine à papier en continu de Louis Nicolas Robert en 1798. L'alimentation en pâte est alors faite en continu sur une forme plane et le papier sort en bobine, mais doit être tranché en feuilles pour être séché. En 1804, les frères Henry et Sealy Foudrinier achètent la concession de la machine Robert et publient un brevet en 1807 au nom de Gamble et Foudrinier. La machine Foudrinier est concurrencée par l'Anglais John Dickinson (1782–1869) qui met au point une machine à forme ronde en 1809. De multiples améliorations sont apportées pour le séchage en continu en sortie de machine, mais la structure évolue peu jusqu'en 1890.
Les machines à papier sont relativement similaires avec une laize comprise entre 1,20 m et 1,80 m pour une vitesse de 20 à 30 m/min.
C'est le développement de la rotative pour la grande presse « mangeuse » de papier qui fait exploser la  demande. La machine à « table plate » supplante la machine à « forme ronde » et c'est la Pusey and Jones Company aux États-Unis qui construit, à la demande de la Hudson River Paper Company, la première machine adaptée à une table de 15 m de long.
La vitesse de 200 m/min est franchie en 1908 par W.H. Millspaugh. La puissance et la supériorité nord-américaine pour la construction de grosses machines à papier est alors patente et la course au gigantisme continuera. En 1920, deux firmes canadiennes sont en tête pour les performances de production : l'Abitibi Power and Paper et la Belgo Paper.

## Impact environnemental
Le papier est à l'origine d'une consommation importante d'énergie, de matière première et génère des transports, des gaz à effet de serre et des effluents et sous-produits parfois très polluants (ex : boues de désencrage), sources d'impacts environnementaux importants. Les industriels ont beaucoup réduit les quantités d'eau consommées pour produire le papier, le recyclent mieux et ont amélioré l'efficience énergétique de certains procédés (turbines à gaz, cogénération..), mais cette filière reste énergivore et a une empreinte écologique élevée.
Quelques entreprises ont mis en place des démarches leur permettant de bénéficier d'écolabels (FSC par exemple, label reconnu par de grandes ONG internationales, dont Greenpeace et WWF)

### Impacts sur la forêt, et des transports
De nombreuses usines importent de la pâte à papier concentrée de zones forestières éloignées (Canada, Europe du Nord essentiellement…). Le test de nombreuses souches d'arbres OGM inquiète les ONG et certains experts en matière de biodiversité.

### Odeurs
Ces usines sont productrices d'odeurs particulières, parfois nauséabondes, qui affectent leur entourage. Des odeurs indésirables peuvent provenir de réactions chimiques de cuisson induites par le procédé kraft, qui dégagent des sulfites d'hydrogène et autres gaz de soufre. Tant que les concentrations n'en dépassent pas certains seuil, rarement atteint, ces émanations ne sont pas réputés dangereuses pour la santé des communautés environnantes. D'autres odeurs peuvent être liées aux stations d'épuration internes et à des odeurs émises par des bactéries se développant dans les circuits de recyclage de l'eau. Dans certains cas, de plus en plus rares (utilisation de charbon ou fioul lourd non dessoufré), des odeurs et une forte acidification de l'air peuvent être dues au combustible, souvent remplacé par du gaz dessoufré depuis les années 1970-1980. On parle donc de nuisances (olfactives) plutôt que de pollution à propos des odeurs.
À titre d'exemple, la papeterie Fibre Excellence de Tarascon, Bouches-du-Rhône, dégage des odeurs pouvant se propager jusqu'à  Arles, 20 kilomètres plus au sud. Celles-ci oscillent entre l’œuf pourri, le soufre, le pet, le chou-fleur et obligent, certains jours, à fermer les fenêtres, le temps qu’elles se dissipent.

### Pollution

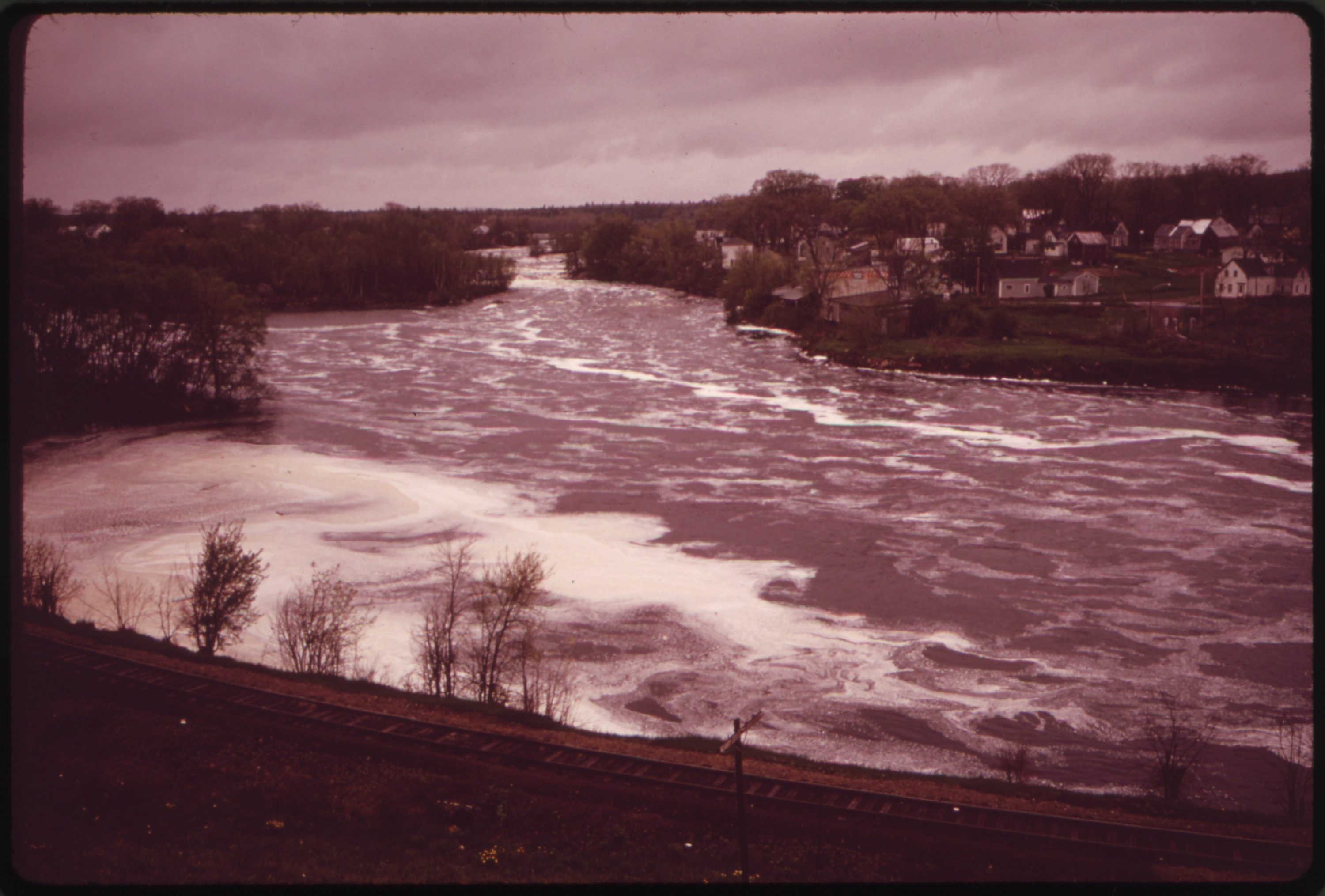
Pollution d'une rivière par les rejets d'une usine à papier aux États-Unis.

Lors du recyclage, les boues de désencrage et moindrement les boues d'épuration et résidus de pulpeurs peuvent contenir des métaux lourds et des résidus de biocides et azurants optiques ou d'autres additifs issus du procédé de fabrication. Pour que cette pâte ne fermente pas en route et ne prenne pas une odeur désagréable, elle est traitée par des biocides (bactéricides et fongicides toxiques), qui peuvent se retrouver dans l'eau et la vapeur lors du procédé de fabrication. Avec une production de plus en plus « à juste-à-temps ou flux tendu », les variations brutales d'utilisation de sucres, d'amidon (enduit de couchage) dans certaines usines, ou d'autres additifs peut favoriser des pullulations de bactéries, ou au contraire tuer les populations de bactéries qui épurent l'eau, ce qui dans les deux cas peut perturber certaines stations d'épuration.

### Réponses
Les industriels, avec l'aide de laboratoires, de programmes de recherche et des Agences de l'Eau ou de leurs équivalents là où ils existent, mettent au point des technologies plus efficientes et moins polluantes, mais la production augmentant, la diminution de pollution à la tonne produite est pour partie compensée par la forte augmentation des tonnages annuels produits dans le monde. Les démarches d'écomanagement (ex. : ISO 14001) et d'écosociocertification (ex. : FSC) sont d'autres réponses. La qualité des effluents a été dans les pays riches considérablement améliorée depuis les années 1970. Restent les impacts en amont et différés en aval, en particulier en matière d'émissions non compensées de gaz à effet de serre, le papier étant un matériau rapidement périssable et souvent in fine brûlé, malgré un fort accroissement du recyclage. Des écolabels sont également développés pour la gestion durable des forêts.